# Australopithecus
Аустралопитекус (грацилни аустралопитекус; лат. Australopithecus) је изумрли род хоминида (Hominidae), блиско сродан роду човјека (Homo). Назив рода је латинско-грчка сложеница, први пут употребљена 1925. године, од проналазача првих фосила аустралопитекуса, Рејмонда Дарта (енгл. Raymond Dart). Састављен је од латинске ријечи australis („јужно“ – због налазишта код мјеста Таунг, на сјеверозападу Јужноафричке Републике) и грчке ријечи  ([] – питекос = „мајмун“).
Род Australopithecus сврстава се у трибус Hominini, у којем се, по новијим приједлозима, такође налази и род Homo са свим људима данашњице. Укључује врсте: 
- , чији су  фосили откривени крај језера Туркана (Кенија) и сврстани  у робусне облике;
- , фосилни предчовек с налазишта Хадар (Етиопија) и Лаетоли у (Танзанија), који је датиран на приближно прије 3,6 до 2,9 милиона година;
- из етиопске области Афар, створењу названом Луси несумњиво припадају групи најстаријих праљудских предака (анатомија костура  и зубала доказује на телесну грађу двоношца, уз промене зубала и малу запремину мозга);
- , пронађен у налазиштима источне и јужне Африке, датиран на распон од пре приближно око 3 до 1,5 милиона година, касније уврштен у групу грацилни аустралопитеци;
- , источноафричка врста робусне грађе, датирана  на период од прије приближно 2 до 1,5 милиона година некад звана Zinjanthropus (по локалној ознаци зињ = исток), налик врсти ';
- , чији су  фосилни остатци пронађени на налазиштима Сварткранс и Кромдрааи у јужној Африци, датирани пре приближно 2 до 1,5 милиона година, раније приписивани роду Paranthropus; слични су и вероватно сродни налазима A. boisei.

## Први налаз и именовање
је латинско-грчка кованица латинског  префикса australis (= јужни) и грчког суфикса πίθηκος - píthēkos (= мајмун), датог по првооткривеном фосилу код јужноафричког градића Таунг. Именовао га је анатом Рејмонд Дарт 1925. године, као аутор описа првог откривеног примерка те врсте такозваног Детета из Таунга.

## Опис
Врсте рода Australopithecus разликују се и међусобно и од данашњих шимпанзи пре свега по различито формираној зубној гризној површини, грађе јагодичне кости и места спајања мишића за жвакање (musculus temporalis). Разлике се уочавају и у грађи кичме, карлице и кукова. Као ни људи, није имао дијастему (постсекутићну безубу празнину) горње вилице. То значи да није било размака између сјекутића и очњака, а нађени очњаци у доњој вилици, за разлику од оних код мужјака човеколиких мајмуна, нису били издужени и оштрих врхова.
На основу грађе и трагова истрошености зубала закључено је да су Australopithecus anamensis, Australopithecus afarensis, Australopithecus africanus, Australopithecus sediba и врсте рода Paranthropus били претежно биљоједи, тј. хранили су се биљним храном.

### Запремина мозга и величина тела
Запремина мозга врста рода Australopithecus износила је око 400 – 550 3, нешто више него у што имају данашње шимпанзе или бонобои, али је ипак била мања него код најстаријих припадника рода Homo, чија је била између 600 и 800 3. Телесна грађа изумрлих врста се може процењивати само оријентационо, на основу неоштећених дугих ножних костију, а процене висине аустралопитека варирају између 1,00 и 1,60 m. Тако је, на пример, за врсту Australopithecus africanus према једном извору наведена тежина између 30 и 40 , а висина 1,38 m за мужјаке и 1,15 m за женке. Ако је било тако, аустралопитеци су имали висину усправног шимпанзе. Контроверзни су одговори на питање колико је код њих био испољен полни диморфизам. Наводи се  да су јединке различитих величина припадале различитим врстама, које су истовремено егзистирале на истом простору.

### Двоножност и усправни ход
Заједничком особином свих представника рода Australopithecus у ранијим објавама сматрао се усправни ход, односно двоножност. Та способност утврђена је код јужноафричких налаза (Australopithecus africanus), фосила из Хадара (Етиопија)(покрајина Афар: Australopithecus afarensis), као и на бази 3,5 милиона година старих отисака стопала у скамењеној лави које су оставили вероватно први двоношци, у само праскозорје појаве рода Homo (налазиште Лаетоли).
То је поткрепило мишљење да је, уз незнатно повећање мождане масе, у односу на своје претке, главна еволуцијска новост у роду Australopithecus двоножни ход. 
Израелски палеоантрополог Јоел Рак (Универзитет у Тел Авиву) је 1991. навео да је Australopithecus afarensis највероватније имао „сасвим посебан начин ходања”. Новија открића се противи првобитној претпоставци да су већ рани представници таксона Hominini живели у отвореним стаништима која су поредива с данашњим степама („хипотеза о преласку у саване”). Пратећи остаци уз фосилизиране кости сугеришу станиште састављено од ретких шума, које су расле уз реке и мочваре. У таквом биотопу, према новијим виђењима, претходни начин живота човеколиких мајмуна још се увек могао очувати. Често су боравили на дрвећу, посебно на спавању, а само се повремено усправно кретали по тлу. Мишљење да „су аустралопитецини по начину кретања мање личили на људе него што се то пре сматрало” доста се раширило.. У едицијама Британског музеја природне историје, тај начин кретања се пореди са ходом првих двоножних робота.

## Систематика
Род Australopithecus је парафилетични таксон од којег су, према расположивим подацима, потекли родови Paranthropus и Homo.
Статус врсте данас имају Australopithecus anamensis, Australopithecus afarensis, Australopithecus africanus, Australopithecus garhi и Australopithecus sediba. Блискост међусобног сродства тих врста, као и њиховог сродства с родовима Paranthropus и Homo, још увек није разјашњена.
Такође је врло вероватно да су Australopithecus anamensis и Australopithecus afarensis сестринске врсте. Према том тумачењу су остаци A. anamensis с језера Туркана (Кенија, старост: око 4,1 милиона година, те из залива Аллиа, старост: око 3,9 милијуна година) и A. afarensis из Лаетолија (пре око 3,6 милиона година) и Хадара (3,3 милиона година и млађи), остаци популација само једне континуиране еволуцијске линије.

### "Грацилне" и "робусне" врсте
На основу робусности, односно виткости откривених остатака, тачније масивности пронађених костију представника хоминина старих око 2,5 милијуна година, диференциране су две групе аустралопитецина, два различита облика настала адаптацијом на одређене климатске услове: грацилни и робусни аустралопитеци. Ту теорију макроеволуције хоминина засновану на особеностима станишта представила је Елизабет Врба.
Јужна Африка је у епохи аустралопитека постајала све сувља и хладнија, због чега су шуме с меким воћем и лишћем почеле ишчезавати, а саване су се шириле. То је подразумевало адаптације на релативно тврду храну, као што је корење, семе, трава и сл. Робусни аустралопитеци, који се данас сврставају у род Paranthropus, специјализовали су се за исхрану влакнастим биљем и осталим ресурсима, због чега су развили изузетно снажне виличне мишиће, а на кутњацима веома повећане површине за жвакање. Paranthropus boisei је стога и назван „орашарко”. Робусни аустралопитеци су изумрли пре око милион година, мисли се, због слабих прилагођавања на нове климате и умереније температуре, више нису били конкурентни осталим врстама.
Најранији фосили представника рода Homo, прецизније врста Homo rudolfensis и Homo habilis, првобитно су сврстани у род Australopithecus, које су палеоантрополози укључили у „грацилне” Australopitecinae. Није познато да ли еволуционо стабло води непосредно од врсте Australopithecus afarensis до рода Homo или од Australopithecus afarensis преко врсте Australopithecus africanus до рода Homo, како наводе неки.

### Описане врсте рода
- живео је у источној Африци пре око 4 милиона година.
- живео је у Источној Африци пре 3,8 до 2,9 милиона година. У овој врсти су и фосили Luси, као и ДИК 1-1 ("Селам") налаз.
- живео је у Јужној Африци пре 3,0 до 2,5 милиона година. Тој врсти припада и „дете из Таунга”, први описани фосил рода Australopithecus.
- познат је само из налазишта КТ 12, датираног на пре око 3,5 до 3,0 милиона година. Сврставање остатака у одвојену врсту је контроверзно, јер га неки истраживачи сматрају регионалном варијантом врсте Australopithecus afarensis.
- живео је на просторима данашње Етиопије пре око 2,5 милиона година.
- је живео у Јужној Африци, пре око 2,0 милиона година.

Поједини палеоантрополози сврставају и врсте рода Paranthropus као касне представнике рода Australopithecus:
Сврставање појединих фосила у род Kenyanthropus је контроверзно, јер многи истраживачи сврставају као варијанту  рода Australopithecus.
Надаље, Ardipithecus ramidus су његови откривачи 1994. сврстали као Australopithecus ramidus, да би касније био препознат као врста рода Ardipithecus.
Неки истраживачи такође сугерирају да Homo rudolfensis није најранији представник рода Homo, већ касни представник рода Australopithecus, те га као таквог означавају као Australopithecus rudolfensis.

## Еволуција
Грацилни аустралопитекуси живели су широм Источне и Јужне Африке од пре 4 до пре 1,2 милиона година. Најранији докази о двоножним хоминидима могу се видети на локалитету Лаетоли у Танзанији – отисци стопала, који су изузетно слични савременим људским отисцима, а старост им је процењена на 3,7 милиона година. Донедавно, отисци су класификовани као отисци аустралопитекуса. Данас поједини аутори сматрају да су у питању отисци припадника рода Homo.
Australopithecus afarensis и A. africanus су међу најпознатијима од изумрлих хоминида. A. africanus се сматрао претком рода Homo (тачније, врсте Homo erectus), али су пронађени фосилни остаци овог рода који су старији од налаза врсте A. africanus. Тако је последњи заједнички предак за линије каснијих аустралопитекуса и рода људи био A. afarensis, или можда нека ранији представник попут Kenyanthropus platyops).

## Морфологија
Мозак већине врста рода Australopithecus је величине око 35% од величине мозга модерног човека. Већина је висине до 1,2–1,4 m, са понекад израженим полним диморфизмом (мушкарци крупнији и до 50% од жена).

## Важнији налази
- отисци стопала у Лаетолију
- 200-1
- 129-1
- (Луси)
- 14
- 71
- (Дете из Таунга)